# Ybyrarobaná
Ybyrarobaná es un distrito de Paraguay situado en el centro del departamento de Canindeyú. Fue convertido en distrito por Ley n.º 4571 del 26 de diciembre de 2011, desafectándose de Corpus Christi. Limita con cinco municipios de Canindeyú, que son Corpus Christi, Villa Ygatimí, Curuguaty, Nueva Esperanza y Katueté, además de Vaquería (Caaguazú) e Itakyry (Alto Paraná).
En este distrito, se encuentra el Cerro Ysaú que cuenta con una altura de 495 metros sobre el nivel del mar, y es el decimoséptimo cerro más alto del país.